# Pholcus qinghaiensis
Espèce
Synonymes
- Pholcus quinghaiensis Song & Zhu, 1999

Pholcus qinghaiensis est une espèce d'araignées aranéomorphes de la famille des Pholcidae.

## Distribution
Cette espèce est endémique de Chine. Elle se rencontre au Qinghai et au Sichuan.

## Étymologie
Son nom d'espèce, composé de qinghai et du suffixe latin -ensis, « qui vit dans, qui habite », lui a été donné en référence au lieu de sa découverte, le Qinghai.

## Publication originale
- Song, Zhu & Chen, 1999 : The Spiders of China. Hebei Science and Technology Publishing House, Shijiazhuang, p. 1-640.